# 이진용 (1920년)
이진용(李珍鎔, 1920년 11월 1일~1991년 2월 16일)은 대한민국의 군인·정치인이다.
호(號)는 비촌(飛村)으로, 제7·9대 국회의원을 지냈다. 대한광복군 등을 거쳐 대한민국 육군 장교 등으로 복무한, 대한민국의 군인 출신의 기업가·정치인·사회기관단체인이다. 1941년부터 1957년까지 군생활하였으며, 1942년 한국독립당 당무위원 겸 초급군사행정위원 등을 잠시 지냈었고, 특히 1948년 8월 15일, 대한민국 정부 수립 이후에는 육군 특무부대 대공과 과장·특무처 처장, 육군본부 휼병감·정병감 등을 지내다가, 1957년 육군 대령으로 예편한 그는, 군시절 제2차 세계 대전(1943년~1945년)·제주 4·3 사건(1947년)·여순 사건(1948년)·한국 전쟁(1950년~1953년) 등에 참전하였으며, 1950년 5월부터 1950년 8월까지 국방부 방첩대 방첩특무담당관 등을 잠시 지냈었다.

## 생애

### 일생
본관(관향)은 전주(全州)이고 호(號)는 비촌(飛村)이다. 그는 일제강점기 조선 시대 경기도 양주에서 능원군 이보(綾原君 李俌) 선생의 직계 후손으로 출생하였다.
1941년 중화민국 국민정부 시기 본토(대륙)에서 대한광복군 소위로 입대를 하였다. 1943년 대한광복군 중위로 진급을 하였고, 이후 1945년 제2차 세계 대전이 종전될 때까지 김동석(金東石)· 고정훈(高貞勳) 등과 함께 복무를 하였고, 중화민국 장쑤성 상하이에서 8·15 광복을 맞았다.
1945년 10월, 삼팔선 이남 미군정 조선으로 귀국하였다. 1946년 미군정 시대 군사영어학교를 1기로 졸업하였고, 미군정 시대 통위부 국방경비대 대위로 임관하였다. 미 군정 남조선 과도정부 시기와, 대한민국 정부 수립 초기 시절의 시기를 지나, 1947년 2월 남조선 과도정부 국방경비대 육군 소령 진급을 하였으며, 1947년 제주 4·3 사건에 참전하였고, 1948년 여수·순천 사건(여순 사건)과 1950년 6월 25일 발발한 한국 전쟁에도 참전하였다. 
1953년 종전 이후에는, 대한민국 육군 특무부대 대공과 과장, 육군 특무부대 특무처 처장을 지낸 후 대한민국 육군본부 휼병감을 거쳐 육군본부 정병감(대한민국 육군 대령)을 지냈다. 1956년에는 김창룡 저격 사건 등의 배후 교사 및 방조범으로 군사재판(육군 군법회의)에 본격 기소되어 재판 결과 사형을 선고받았다. 그러나, 제2차 세계 대전 때 항일 전투 및 한국 전쟁 때 남침 북괴군 격퇴 등의 공훈이 참작되어 무기징역형 감형되었다. 이후 1957년 징역 3년형이 최종 확정 선고되었고, 육군 대령으로 강제 예편되었으며 1959년에 만기 출감하였다.
이후 서울신문 상무 이사를 지내는 등 언론 기업인 등으로 활동을 하다가, 정계에 입문하였다. 제7대 국회의원(민주공화당)과 제9대 국회의원(무소속)을 지냈고, 만년에는 신민주공화당 상임위원장·민주자유당 상임고문 등을 역임하였다.

### 사망
1990년 10월 18일, 민주자유당 탈당과 함께 경기도 하남 향리에 낙향을 한 그는 1991년 2월 16일, 지병으로 인하여 부인 이확실(李確實) 여사와 3남 1녀(4남매)를 남기고, 경기도 하남에서 72세를 일기로 숨졌다.

### 학력
- 1941년 경성 보성전문학교 문과 전문학사
- 1946년 군사영어학교 1기
- 1947년 조선경비보병학교 졸업
- 1947년 통위부 보병학교 졸업
- 1948년 육군참모학교 졸업
- 1949년 육군보병학교 졸업
- 1950년 국방부 헌병학교 졸업
- 1951년 육군기갑학교 졸업
- 1952년 육군포병학교 졸업
- 1955년 육군대학교 학사

## 역대 선거 결과
|  | 24.61% |

|  | 54.76% |

|  | 29.11% |

|  | 19.16% |

|  | 14.82% |

|  | 31.86% |

## 참고 문헌
- 이진용 - 조인스 인물정보
- 이진용 - 두산대백과사전
- 이진용 - 대한민국헌정회
- 이진용 - 경기도 양주 향토문화대전
- 大韓民國 國軍 Noblesse oblige[깨진 링크(과거 내용 찾기)]
- 백범 김구 선생 암살 사건 대한민국 육군 군사재판 기록(안두희 육군 소위 무기징역형)
- 김창룡 저격 사건 미국 국무부 문서
- 김창룡 저격 사건 대한민국 민사재판 일지
- 김창룡 저격 사건 대한민국 군사재판 일지